# Jonas Hansson Gadd
Jonas Hansson Gadd, född omkring 1650, död 3 januari 1725 i Fornåsa i Östergötland, var rusthållare och arrendator i Vedemö i Vinnerstads socken. Han är troligen anfadern för släkten Gadd. Gift med Ingrid Persdotter från Vinnerstad.